# Castello di Novi Ligure
Il castello di Novi Ligure si trova in prossimità del centro storico di Novi Ligure, in Piemonte a circa 40 minuti a nord di Genova. Novi Ligure fu per secoli l'estremo confine settentrionale della Repubblica di Genova. Fa parte del circuito dei "Castelli Aperti" del Basso Piemonte.

## Storia

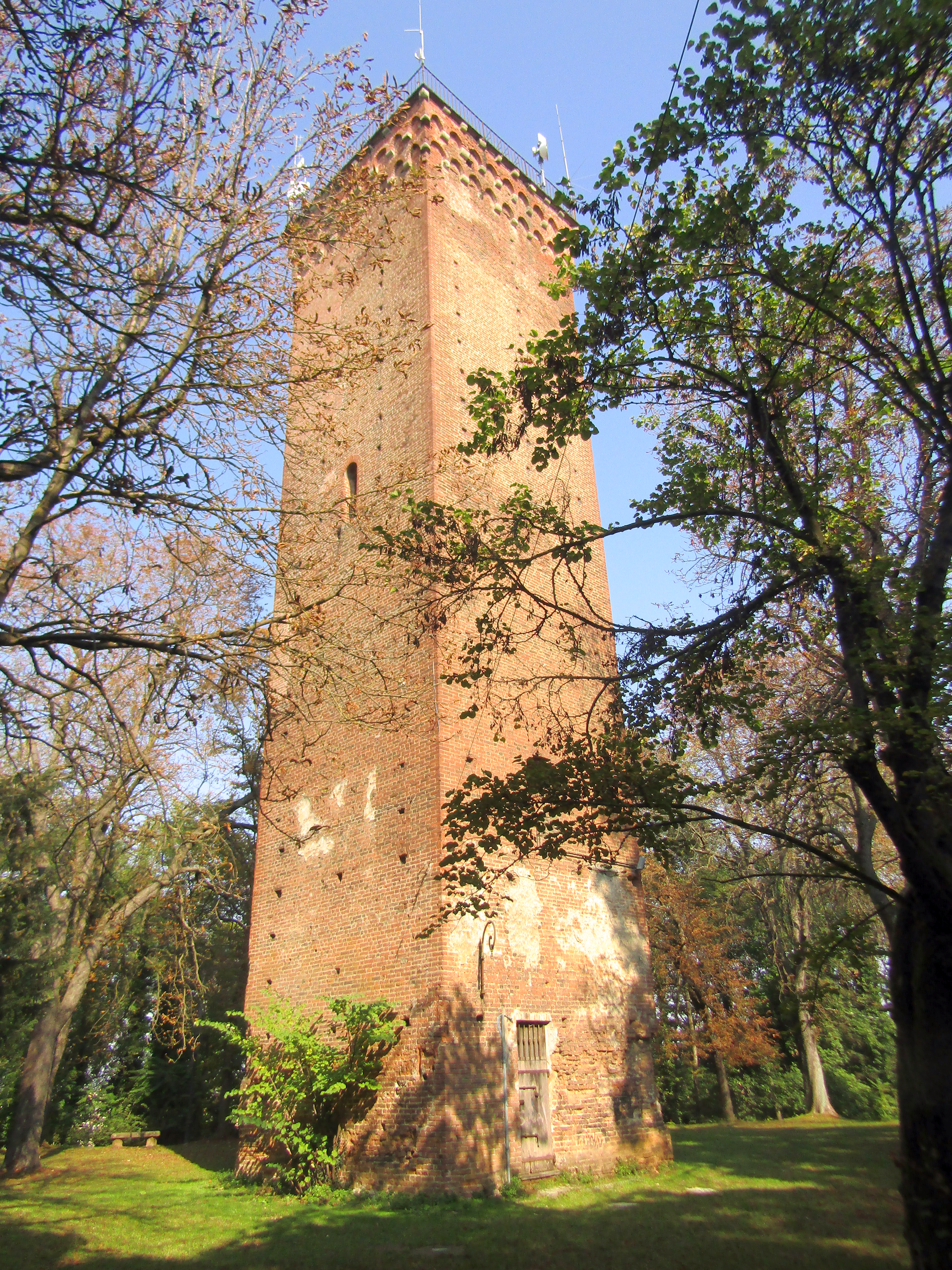
La torre nel 2021

La prima menzione certa appare in un documento risalente al 1153, che attestava la presenza del castello costituito da un luogo fortificato sulla rocca a protezione di un gruppo di case poste ai suoi piedi non protetto da mura. Aveva un recinto a pianta irregolare con la torre quadrata alta trenta metri, venne potenziata dai Visconti (1353-1392 e 1412-1447). La prima immagine risale al 1594, è un disegno schematico che riporta una torre coronata da merli ghibellini e una cinta muraria. In un disegno del 1648, più dettagliato, si notano due costruzioni, l'abitazione del castellano e gli alloggi per le truppe, la torre e le mura che li circondavano. Passata ai genovesi nel 1447 venne ulteriormente potenziata e venne brevemente occupata dagli austriaci nel 1746 per poi rimanere in mano genovese fino al 1797 (se si considera la Repubblica Ligure fino al 1805), poi venne smantellata dai francesi.

## Struttura

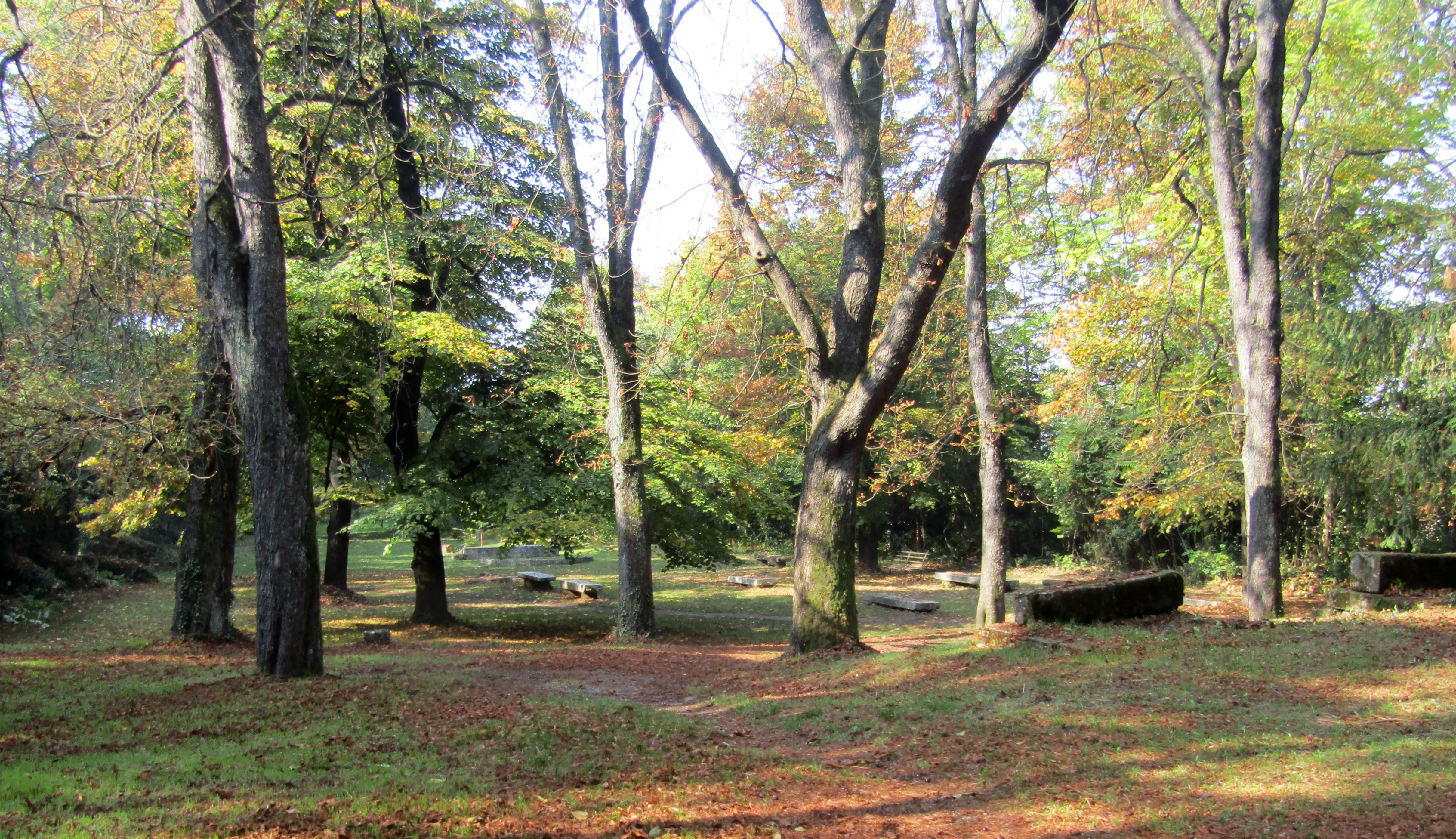
Il parco del castello

Del castello rimangono solo la torre e alcuni tratti delle mura di cinta, che delimitano oggi parte dell'ampio parco. Era coronata da una merlatura ghibellina andata persa ma ancora percepibile, nonostante l'attuale copertura con tetto in coppi.
Nel 2023 è iniziata una importante riqualificazione della torre e del grande parco che la circonda. I lavori, finanziati con fondi PNRR del valore di 3,5 milioni di euro, dovrebbero concludersi nel 2025 e prevedono l'intera riqualificazione dei percorsi del parco, dell'illuminazione e  il recupero dell'area attorno alla torre.